# هالووین ۴: بازگشت مایکل مایرز
هالووین ۴: بازگشت مایکل مایرز (انگلیسی: Halloween 4: The Return of Michael Myers) فیلمی در ژانر ترسناک و اسلشر به کارگردانی دوایت اچ لیتل است که در سال ۱۹۸۸ منتشر شد.

## بازیگران
- دونالد پلیسنس
- الی کرنل
- دانیل هریس
- مایکل پتکی
- کاتلین کینمانت
- جورج پی. ویلبر